# Rejon ripkyński
Rejon ripkyński – jednostka administracyjna wchodząca w skład obwodu czernihowskiego Ukrainy.
Rejon utworzony w 1923, ma powierzchnię 2105 km² i liczy około 36 tysięcy mieszkańców. Siedzibą władz rejonu są Ripky.
Na terenie rejonu znajdują się 5 osiedlowych rad i 27 silskich rad, obejmujących w sumie 113 wsi.